# 헤르만 민코프스키
헤르만 민코프스키(/mɪŋˈkɔːfski, -ˈkɒf-/; 독일어: [mɪŋˈkɔfski], 독일어: Hermann Minkowski, 1864년 6월 22일~1909년 1월 12일)는 러시아 제국 태생 독일 수학자이다. 수론의 문제를 기하학적인 방법을 사용하여 푸는 기하학적 수론, 수리물리학, 상대성 이론 등에 업적을 남겼다.

## 생애
러시아 제국 카우나스에서 태어났으나, 어렸을 때 당시 프로이센에 속했던 쾨니히스베르크(오늘날 러시아 칼리닌그라드)로 가족과 함께 이주해 독일의 베를린 대학교, 쾨니히스베르크 대학교 등지에서 교육을 받았다. 1885년 쾨니히스베르크 대학교에서 박사 학위를 수여받았고, 이후 본 대학교, 쾨니히스베르크 대학교, 취리히 연방 공과대학교 등에서 강의하였다. 취리히 시절에는 알베르트 아인슈타인을 가르쳤다.
민코프스키는 {\displaystyle n}개의 변수를 갖는 2차 형식(quadratic forms)을 연구하는 과정에 {\displaystyle n}차원 공간의 기하학적 성질과 관련된 것을 알아차렸다. 1896년 출판한 저서 《수의 기하학》(Geometrie der Zahlen)에서 수론의 문제들을 기하학적인 방법과 연관시켰다.
1902년 당시 수학의 중심지였던 괴팅겐 대학교에 오랜 친구였던 다비트 힐베르트의 도움으로 수학 교수직을 얻어 연구하였다.
민코프스키는 또한 최초로 시공간을 통일된 기하학으로 다룬 사람이다. 1907년에 민코프스키는 특수 상대성 이론이 민코프스키 공간이라 불리는 비유클리드 공간을 이용해 쉽게 이해될 수 있다는 사실을 알아차렸다. 민코프스키 공간에서 시간과 공간은 서로 상관없는 두 개체가 아니라, 합쳐져 4차원 시공간을 이루며, 그를 통해 특수 상대성 이론의 로렌츠 대칭을 자연스럽게 표현할 수 있다. 이 기하학적인 방법은 나아가 일반 상대성 이론이 만들어지는데 핵심적인 동기 중 하나가 되었다. 일반 상대성 이론은 민코프스키 공간을 일반화하는 과정으로 볼 수 있고 실제로 그 방향으로 연구되었다. 1908년 9월 21일, 민코프스키는 제80회 독일 자연과학자 모임에서 〈공간과 시간〉(Raum und Zeit)이라는 제목으로 연설하였는데 이 연설은 지금도 유명하다.
| “ | Die Anschauungen über Raum und Zeit, die ich Ihnen entwickeln möchte, sind auf experimentell-physikalischem Boden erwachsen. Darin liegt ihre Stärke. Ihre Tendenz ist eine radikale. Von Stund’ an sollen Raum für sich und Zeit für sich völlig zu Schatten herabsinken und nur noch eine Art Union der beiden soll Selbständigkeit bewahren. 제가 여러분 앞에 제시하려는 공간과 시간에 대한 관점은 실험 물리학에서 유래합니다. 이 관점의 강점은 여기에 있습니다. 이 관점의 성격은 과격합니다. 앞으로 공간 자체 및 시간 자체는 마치 그림자처럼 사라질 것이고, 오직 그 둘의 합체만이 독립적인 실체로 남을 것입니다. | ” |

1909년 괴팅겐에서 사망하였다.

## 저서
Relativity
- Minkowski, Hermann (1915) [1907]. “Das Relativitätsprinzip”. 《Annalen der Physik》 352 (15): 927–938. Bibcode:1915AnP...352..927M. doi:10.1002/andp.19153521505.
- Minkowski, Hermann (1908). “Die Grundgleichungen für die elektromagnetischen Vorgänge in bewegten Körpern”. 《Nachrichten der Gesellschaft der Wissenschaften zu Göttingen, Mathematisch-Physikalische Klasse》: 53–111.
  - English translation: "The Fundamental Equations for Electromagnetic Processes in Moving Bodies". In: The Principle of Relativity (1920), Calcutta: University Press, 1–69.
- Minkowski, Hermann (1909). “Raum und Zeit”. 《Jahresbericht der Deutschen Mathematiker-Vereinigung》 18: 75–88. Bibcode:1909JDMaV..18...75M.
  - Various English translations on Wikisource: "Space and Time".
- Blumenthal O. (ed): Das Relativitätsprinzip, Leipzig 1913, 1923 (Teubner), Engl tr (W. Perrett & G. B. Jeffrey) The Principle of Relativity London 1923 (Methuen); reprinted New York 1952 (Dover) entitled H. A. Lorentz, Albert Einstein, Hermann Minkowski, and Hermann Weyl, The Principle of Relativity: A Collection of Original Memoirs.
- Space and Time – Minkowski's Papers on Relativity, Minkowski Institute Press, 2012 ISBN 978-0-9879871-3-6 (free ebook).

Diophantine approximations
- Minkowski, Hermann (1907). 《Diophantische Approximationen: Eine Einführung in die Zahlentheorie》. Leipzig-Berlin: R. G. Teubner. 2016년 2월 28일에 확인함.[3]

Mathematical (posthumous)
- Minkowski, Hermann (1910). “Geometrie der Zahlen”. Leipzig-Berlin: B. G. Teubner Verlag. MR 0249269. 2016년 2월 28일에 확인함.[4]
- Minkowski, Hermann (1911). 《Gesammelte Abhandlungen 2 vols》. Leipzig-Berlin: R. G. Teubner. 2016년 2월 28일에 확인함.[5] Reprinted in one volume New York, Chelsea 1967.

## 같이 보기
- 민코프스키 정리
- 하세-민코프스키 정리
- 민코프스키 물음표 함수
- 민코프스키 거리
- 민코프스키 공간
- 민코프스키 평면
- 민코프스키 합
- 막스 플랑크
- 아르놀트 조머펠트
- 아인슈타인

## 참고 문헌
- 위키미디어 공용에 헤르만 민코프스키 관련 미디어 분류가 있습니다.
- O’Connor, John J.; Robertson, Edmund F. (2005년 8월). “헤르만 민코프스키”. 《MacTutor History of Mathematics Archive》 (영어). 세인트앤드루스 대학교.
- “헤르만 민코프스키”. 《수학 계보 프로젝트》 (영어). 미국 수학회.